# 小行星3078
小行星3078（3078 Horrocks）是一颗围绕太阳公转的小行星。1984年3月31日，愛德華·鮑威爾在可可尼诺县发现了此天体。
該小行星以英國天文學家傑里邁亞·霍羅克斯命名。
这颗小行星的绝对星等为141.70225等。